# 元城 (陸奥国)
元城（もとじろ）は、青森県西津軽郡深浦町にあった日本の城（山城）。深浦町指定史跡。

## 概要
深浦港の南方500メートルの沢に挟まれた丘陵端に位置する。南方に5本の空堀があり、他の三方は沢に続く急斜面となっている。曲輪は2つあり、北側の一段高い位置に東西33メートル、南北88メートルの主郭がある。二の郭は東西80メートル、南北100メートルほどの規模だった。
南部氏によって所領を失った安東氏が当地に来て再起を図り、当城を築いた。その後、葛西頼清が本拠とした。最後の城主は千葉弾正で、戦国時代まで使用されていたものと推測される。

## 構造
城の規模　東西150m×南北200m。
内部は北郭（東西30m×南北80m）、
南郭（東西80m×南北100m）、南郭は南北に3段に分かれている。
西側斜面に敷設された帯郭は5〜15mの幅を持つ。
深浦館最大の特徴は、南側の幅50〜60mの稜線を直線状に断ち切った五重堀で、北東北ではほとんど類例のない大規模な遺構。
南郭に隣接したものが一番規模が大きく、幅10m×深さ7〜8mほどとなっている。